# Sinodendron cylindricum
Espèce
Sinodendron cylindricum, la petite rhinosseuse, est une espèce d'insectes coléoptères de la famille des Lucanidae.

## Description

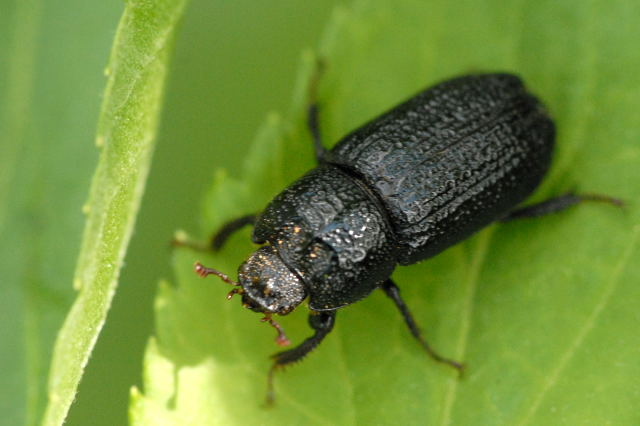
Femelle

Corps long de 12 à 18 mm noir à reflets bleu métallique, élytres striés irrégulièrement avec ponctuations, présentes aussi sur le pronotum. Le mâle possède une longue corne sur la tête (d'où le nom de scarabée rhinocéros partagé avec d'autres espèces), tandis que la femelle n'a qu'un faible tubercule.

## Distribution
Eurasiatique, largement répandu en Europe, bien que localement peu abondant, de l'Espagne à la Scandinavie, à la Russie, à l'Ukraine ; en Asie : Moyen-Orient.

## Biologie
Ce coléoptère vit dans les forêts caducifoliées, où pousse notamment le hêtre, les adultes visibles de mai à aout selon la localisation, se nourrissent de sève, les larves vivent dans les souches pourrissantes (surtout de hêtre) qu'elles contribuent à dégrader.